# Jean-Lurçat-Museum Eppelborn

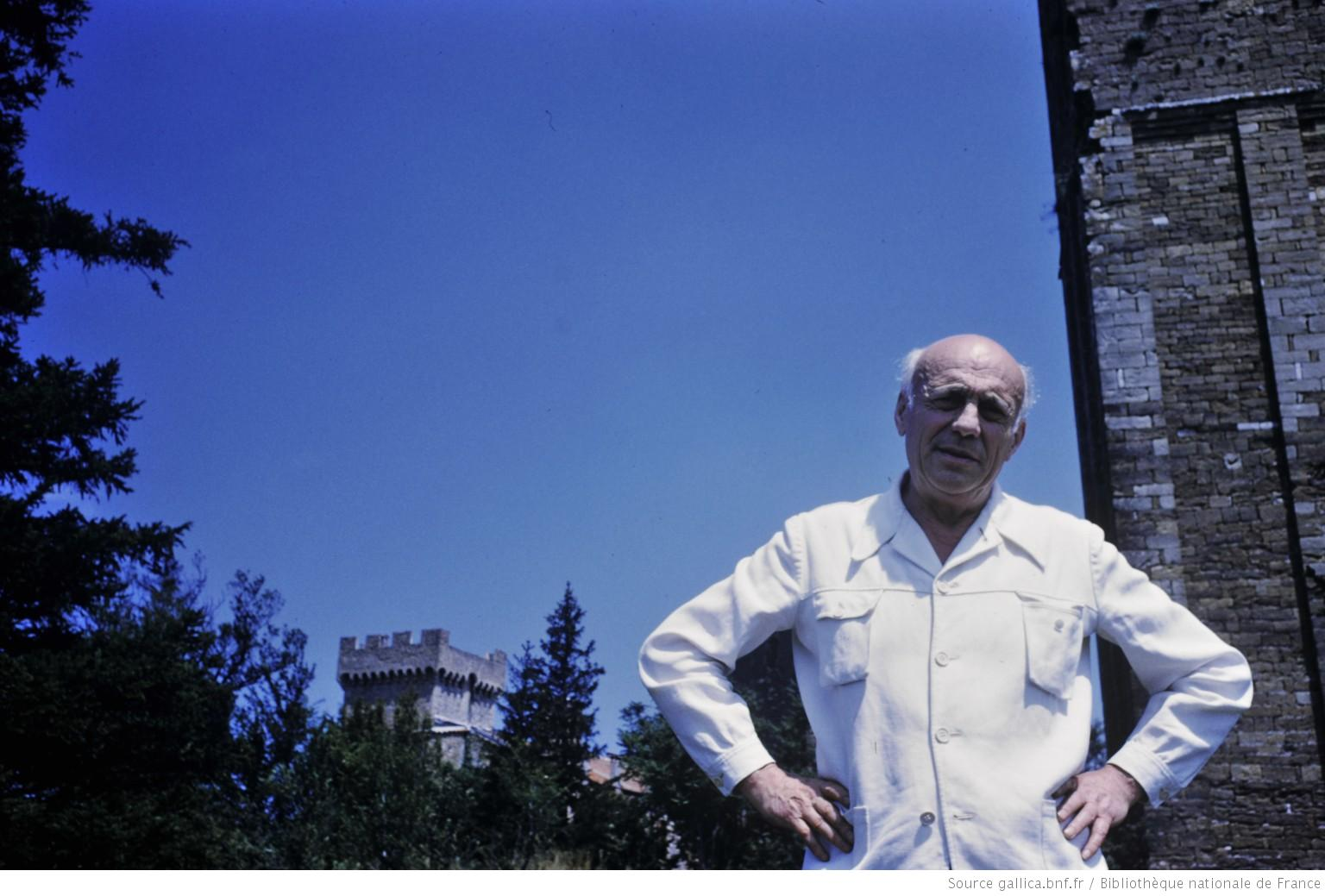
Jean Lurçat

Das Jean-Lurçat-Museum ist im Erdgeschoss der ehemaligen Mädchenberufsschule in Eppelborn auf ca. 250 m² untergebracht. Es zeigt einen repräsentativen Querschnitt durch das Werk des französischen Künstlers Jean Lurçat aus allen Schaffensperioden: Keramiken, Wandteppiche, Aquarelle, Ölgemälde, Lithographien. Es ist die bedeutendste Jean Lurçat Sammlung im deutschsprachigen Raum.
Der Bestand hat inzwischen einen Umfang erreicht, der es ermöglicht, etwa alle drei Monate eine neu aufgebaute Ausstellung zu präsentieren. Dadurch kann sich der Besucher bei jedem Besuch neue Werke ansehen. Des Weiteren werden regelmäßig Vorträge, Lesungen und Sonderführungen zu verschiedenen Anlässen, wie beispielsweise der Präsentation neu erworbener Werke, angeboten. Ein Beispiel hierfür ist die jährliche Veranstaltung am Internationalen Museumstag. Das Museum wurde zum großen Teil von der Paul-Ludwig-Stiftung Jean Lurçat finanziert und wird von der Jean-Lurçat-Gesellschaft Eppelborn e.V. (Gründung 1999) verwaltet.

## Entstehungsgeschichte
Im August 1992 entdeckten die beiden saarländischen Pfarrer Paul Ludwig und Matthias Marx das monumentale Werk von Jean Lurçat bei den Ausstellungen zum Centenaire Jean Lurçat im Musée départemental de la tapisserie in Aubusson. Seit November 1994 standen sie in regem Kontakt mit Simone Lurçat (1915–2009), der Witwe des Künstlers. Nach dem plötzlichen Tod von Paul Ludwig gründete Matthias Marx im Jahr 2000 die „Paul Ludwig Stiftung-Jean Lurçat“. Seit der Eröffnung am 8. September 2002 zeigt das Jean-Lurçat-Museum in Eppelborn in wechselnden Ausstellungen über 400 Werke aus Ankäufen und Schenkungen. Nach dem Tod von Simone Lurçat im März 2009 konnte der bisherige Sammlungsbestand durch ein großzügiges Vermächtnis aus ihrem Nachlass erheblich erweitert werden. Im Laufe der Jahre kamen immer wieder kleinere und größere Schenkungen hinzu.

## Publikationen (Auswahl)
- Jean Lurçat: 1892–1966. Publikation zur Ausstellung im Museum Haus Ludwig für Kunstausstellungen vom 23.9.2000–2.1.2001, Saarlouis und Ludwig Museum im Deutschherrenhaus, 18.2. – 16.4.2001, Koblenz
- Matthias Marx: Jean Lurçat – Die Lithographien. Paul-Ludwig-Stiftung – Jean Lurçat, Eppelborn, 2006
- Matthias Marx: Die fabelhafte Welt des Jean Lurçat : 23. Oktober bis 30. November 2007 ; Ausstellung in der Saarländischen Galerie im Palais am Festungsgraben in Berlin.
- Ursula Krebs, Matthias Marx: Jean Lurçat : Malerei 1906–1963. Lurçat-Museum, Eppelborn, 2009
- Matthias Marx: Jean Lurçat – Malerei III. Paul-Ludwig-Stiftung-Jean-Lurçat, Eppelborn, 2016
- Matthias Marx: Jean Lurçat – graphische Arbeiten 1915–1965. Lurçat-Museum, Eppelborn, 2018
- Matthias Marx: Jean Lurçat – Die Keramik. Lurçat-Museum, Eppelborn, 2002
- Jean Lurçat – Tapisseries. [Katalog zum 20. Jahrestag der Einweihung des Jean-Lurçat-Museums in Eppelborn am 8. September 2002]. Jean-Lurçat-Museum, Eppelborn, 2022

## Ausstellungen (Auswahl)
- Jean Lurçat – Meister der französischen Moderne – Bildteppich, Malerei, Grafik. Ausstellung vom 11. August 2016 bis 29. Januar 2017 in der Kunsthalle Talstraße, Halle (Saale)
- BEGEGNUNG. Pablo Picasso trifft Jean Lurçat. (Pablo Picasso aus der Sammlung Helmut Klewan trifft Jean Lurçat aus der Sammlung der Paul-Ludwig-Stiftung Jean Lurçat). Ausstellung vom 4. März bis 29. Mai 2023 in der Kunsthalle Talstraße, Halle (Saale)